# Claude Boujon
Claude Boujon (Parigi, 28 luglio 1930 – 13 settembre 1995) è stato un illustratore e scrittore francese.di letteratura per l'infanzia.

## Biografia
Nato a Parigi il 28 luglio 1930, Claude Boujon inizia la sua carriera come fotoincisore. Nel 1954 entra a far parte dell'équipe della rivista Vaillant, poi diventata Pif Gadget. Ne è stato direttore fino al 1972.
In seguito, per diversi anni, si dedica all'illustrazione e alla creazione artistica (pittura, scultura, ecc.), fortemente influenzato dall'estetica del gruppo CO.BR.A.. Partecipa a mostre presso la galleria L'Œil de bœuf di Cérès Franco e la galleria Philippe Freignac.
Nel 1984 inizia a produrre libri per bambini, pubblicati da L'École des Loisirs nella collezione Lutin poche.
È morto il 13 settembre 1995 per la rottura di un aneurisma ed è sepolto nel cimitero parigino di Bagneux.
Nel 2003 gli è stato conferito postumo il Prix Bernard Versele.

## Opere
- L'apprenti loup - L'École des loisirs, 1984. - (Lutin poche)
- Le lapin loucheur - L'École des loisirs, 1984. - (Lutin poche)
- La fée au long nez - L'École des loisirs, 1985. - (Lutin poche)
- Bon appétit ! Monsieur Lapin - L'École des loisirs, 1985. - (Lutin poche)
- Le crapaud perché - L'École des loisirs, 1986. - (Lutin poche)
- Le nez de Véronique - texte de Gérard Pussey - L'École des loisirs, 1986
- Un bon petit ogre - L'École des loisirs, 1987. - (Lutin poche)
- Les escargots n'ont pas d'histoires - L'École des loisirs, 1987
- La queue cassée - L'École des loisirs, 1987
- Une carotte peu ordinaire - L'École des loisirs, 1988
- Tignasse - L'École des loisirs, 1988
- La brouille - L'École des loisirs, 1989. - (Lutin poche)
- Je mangerais bien une souris ! - L'École des loisirs, 1989. - (Lutin poche)
- Musique - L'École des loisirs, 1990. - (Lutin poche)
- Un beau livre - L'École des loisirs, 1990
- Toutou dit tout - L'École des loisirs, 1991. - (Lutin poche)
- Troc - L'École des loisirs, 1991. - (Lutin poche)
- Le Noël du Père Noël - texte de Gérard Pussey - L'École des loisirs, 1991
- Mangetout et Maigrelet - L'École des loisirs, 1992
- On a volé Jeannot Lapin - L'École des loisirs, 1992. - (Lutin poche)
- L'Intrus - L'École des loisirs, 1993
- Pauvre Verdurette - L'École des loisirs, 1993
- Ah ! les bonnes soupes - L'École des loisirs, 1994. - (Lutin poche)
- Cousin Ratinet - L'École des loisirs, 1994
- Et toc ! - L'École des loisirs, 1995
- Verdurette cherche un abri - L'École des loisirs, 1995
- Bon appétit Monsieur Renard - L'École des loisirs, 1996
- La chaise bleue - L'École des loisirs, 1996
- Dents d’acier - L'École des loisirs, 1997
- Petites bestioles - L'École des loisirs, 1998
- Verdurette et compagnie - L'École des loisirs, 2000